# جيش المجاهدين (سوريا)
جيش المجاهدين كانت جماعة متمردة إسلامية سنية تشكلت من أجل محاربة الحكومة السورية والدولة الإسلامية في العراق والشام (داعش) خلال الحرب الأهلية السورية. في الأصل كان تحالفًا من عدة جماعات متمردة إسلامية، واتهم جيش المجاهدين داعش بتعطيل "الأمن والاستقرار" في المناطق التي تم الاستيلاء عليها من الحكومة السورية. قال المتحدث باسم التحالف أثناء تأسيسه في يناير 2014 إنه سيبدأ عمليات في إدلب وحلب ويتوسع تدريجيًا نحو بقية سوريا.في ديسمبر 2016، أعيد تنظيم جيش المجاهدين لفترة وجيزة باسم جبهة أهل الشام، ولكن سرعان ما انهار هذا التشكيل أثناء الاقتتال الداخلي بين المتمردين في يناير 2017.
لم يكن لجيش المجاهدين برنامج سياسي. ورغم أن المجموعات الأعضاء تتمتع بهوية إسلامية، إلا أنها كانت في الغالب مجموعات غير أيديولوجية تابعة للجيش السوري الحر تشكلت في وقت سابق من الحرب الأهلية السورية.

## الجماعات المنتسبة
- حركة النور الإسلامية

الفرقة 19 (الجيش الحر):
- لواء أمجاد الإسلام
- لواء أنصار الخلافة
- ألوية القدس
- ألوية خان العسل الحرة
- لواء الشيوخ
- لواء المهاجرين[3]